# Pedro Prospitti
Pedro Prospitti (Allen, Río Negro, (24 de julio de 1941- 24 de noviembre de 1996) fue un futbolista argentino.

## Trayectoria

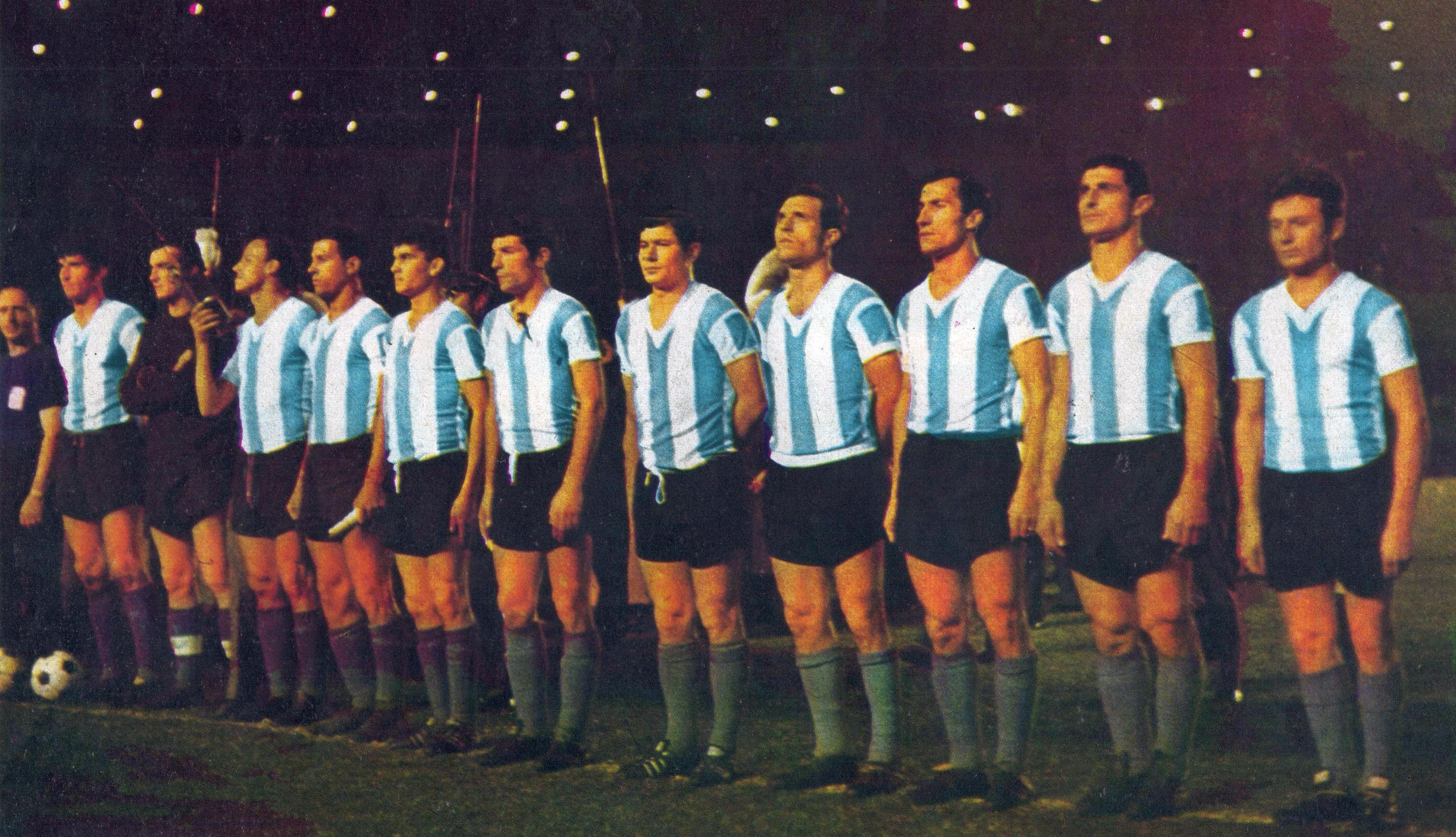
Selección argentina de 1964
de izquierda a derecha
Antonio Rattín, Amadeo Carrizo, Alfredo Hugo Rojas, José Manuel Ramos Delgado, Roberto Telch, Abel Vieitez, Pedro Prospitti, Ermindo Onega, Miguel Ángel Vidal, Carmelo Simeone, Alberto Rendo.

Pedro Prospitti, realiza las inferiores en el Club Unión Alem Progresista de Allen,. A raíz de los buenos dotes futbolísticos es llevado a Estudiantes de La Plata para completar su formación.
Con 20 años de edad, en la fecha 20 del 1 de octubre de 1961 debutaba Prospitti en la máxima división de Estudiantes en el Campeonato de Primera División 1961 y nada menos que en el clásico platense ganando Estudiantes 2 a 1 de local, y teniendo de compañeros a Juan Alberto Oleynicki, Silvero, Rubén Francisco "Titi" Cheves, Manuel Castillo, Héctor Zappa, Albrecht, Héctor Antonio, Luis Manuel Pereyra, Juan Rulli y Aníbal Tarabini. El goleador, el jugador explosivo, no tardó en aparecer: dos fechas más tarde, el 15 de octubre de 1961, frente a Rosario Central, marcador final 2 a 2, hizo los dos tantos de su equipo –uno de penal–, en tanto César Luis Menotti y el "Gitano" Juárez anotaban para el rival. Otros dos goles, así de seguido, convertía Prospitti en la fecha posterior frente a Los Andes.
Entre el equipo de la ciudad de las diagonales (Estudiantes de La Plata) y un paso fugaz por San Lorenzo de Almagro completó 23 goles. En 1964 fue transferido a Independiente de Avellaneda y contribuyó a la etapa más fructífera del Rey de Copas, integrando aquella inolvidable formación junto a Santoro, Juan Carlos Guzmán, Rolán, Ferreiro, Acevedo, Maldonado, Bernao, Suárez, Rodríguez y Savoy. Salió Campeón de América en 1964 y disputó las tres finales por la Copa Intercontinental, que el “Rojo” perdió contra el Inter de Milán, en partido desempate.
En la temporada 1965/66 es transferido a Nacional de Montevideo. Jugó 30 partidos, convirtió 13 goles. Integró el equipo que ganó 2 títulos nacionales: Campeonato Cuadrangular AUF 1964 y el Torneo Fermín Garicoits 1965.
En 1966 llegó a River Plate. La primera vez que se patea un penal contra Boca Juniors en torneos Conmebol, fue el 24 de marzo de 1966, los ejecutó Pedro Prospitti en forma desviada en cancha de Boca.
En 1967 jugó para Quilmes solo 10 partidos, marcando 3 goles y algunos conflictos dirigenciales lo llevaron a exportar sus goles a San Pablo de Brasil, Emelec de Ecuador e Independiente Santa Fe, donde convirtió 25 tantos, Millonarios y Once Caldas de Colombia. En 1968 en Independiente Santa Fe de Bogotá jugó 68 partidos y marcó 44 goles, siendo recordado aún en aquel equipo, convirtiéndose en uno de los jugadores más queridos en el equipo bogotano.
Terminó su carrera en el Once Caldas de Colombia y pasó sus últimos días en su tierra natal. Fue goleador con Once Caldas en 1971 con 25 tantos.

## Seleccionado Argentino
El broche de oro fue su designación en el seleccionado argentino que ganó en Brasil la Copa de las Naciones en 1964, derrotando sucesivamente a Portugal, la formación local de Pelé y a Inglaterra. El gran Amadeo Carrizo, que le contuvo un penal decisivo al genial Gerson, declaró que la figura había sido Prospitti por haber participado en los tres goles y construir paredes maravillosas junto a Ermindo Ángel Onega.

## Palmarés

### Clubes

#### Competiciones Nacionales
| Torneo                           | Club                   | País    | Año  |
| -------------------------------- | ---------------------- | ------- | ---- |
| Torneo Cuadrangular AUF          | Nacional de Montevideo | Uruguay | 1964 |
| Torneo Fermín Garicoits          | Nacional de Montevideo | Uruguay | 1965 |
| Campeonato Ecuatoriano de Fútbol | Club Sport Emelec      | Ecuador | 1972 |

#### Competencias internacionales
| Torneo                       | Club                        | Sede       | Año  |
| ---------------------------- | --------------------------- | ---------- | ---- |
| Copa Libertadores de América | Club Atlético Independiente | Avellaneda | 1964 |

### Selección nacional argentina
| Torneo               | Selección           | Sede   | Año  |
| -------------------- | ------------------- | ------ | ---- |
| Copa de las Naciones | Selección Argentina | Brasil | 1964 |